# Akkol
Akkol (tiếng Kazakh: Ақкөл) là một thị xã ở miền bắc Kazakhstan. Thị xã này nằm 100 km về phía bắc của thủ đô Astana. Đây là trung tâm hành chính của huyện Akkol thuộc tỉnh Akmola. Thị xã Akkol có dân số 30.230 (2007). Phần lớn cư dân là người Kazakh và người Nga. Có các cộng đồng thiếu số người Ukraina và người Đức. Tên cũ của thị xã này là Alexeyevka.